# 僕らの世界が交わるまで
『僕らの世界が交わるまで』（ぼくらのせかいがまじわるまで、原題：When You Finish Saving the World）は、ジェシー・アイゼンバーグが長編映画監督デビュー作として脚本・監督を務めた2022年のアメリカ合衆国のコメディドラマ映画。
この映画は2022年のサンダンス映画祭でプレミア上映され、 2023年1月20日に米国でA24によって公開され、概ね好評を博した。

## キャスト
- エヴリン：ジュリアン・ムーア
- ジギー：フィン・ウルフハード
- ロジャー：ジェイ・O・サンダース
- ライラ：アリシャ・ボー
- カイル：ビリー・ブリュック
- アンジー：エレオノール・ヘンドリックス
- キャス：キャサリン・ハウン
- シリル：アナチェスカ・ブラウン
- ベッキー：サラ・アン

## 製作
2020年4月9日、ジェシー・アイゼンバーグ、フィン・ウルフハード、ケイトリン・デヴァーが、アイゼンバーグが書いたAudibleオリジナル作品『When You Finish Saving the World』に出演することが決まった。このオーディオブックはコメディドラマ映画『When You Finish Saving the World』に翻案されることが決定した。
2020年8月、A24が映画の資金調達、制作、配給を行うことが発表された。アイゼンバーグにとって長編映画監督デビュー作となる。2021年1月に制作が開始され、2021年2月に主要撮影が行われた。撮影は2021年3月に終了した。

## 公開
この映画は、2022年1月20日にサンダンス映画祭でプレミア上映された。最初の予告編は2022年11月29日に公開された。2023年1月20日に米国で一部の劇場とVODで公開された。